# 2022년 루딩 지진
2022년 루딩 지진(중국어: 2022年泸定地震)은 2022년 9월 5일 12시 52분 19초(현지 시각) 중화인민공화국 쓰촨성 간쯔 티베트족 자치주 루딩현에서 일어난 규모 Mw6.7(Ms6.8)의 지진이다. 지진의 진앙은 청두시에서 226 km, 캉딩시에서 약 43 km 떨어진 지점이다. 이 지진으로 93명이 사망했고 424명이 부상을 입었으며 24명이 실종되었다. 주택 13,000채 이상과 기타 기반시설이 지진으로 파손되거나 붕괴되었다. 이번 지진은 2017년 주자이거우 지진 이후 쓰촨성 지역에서 발생한 규모가 가장 큰 지진이다.

## 지질학적 환경

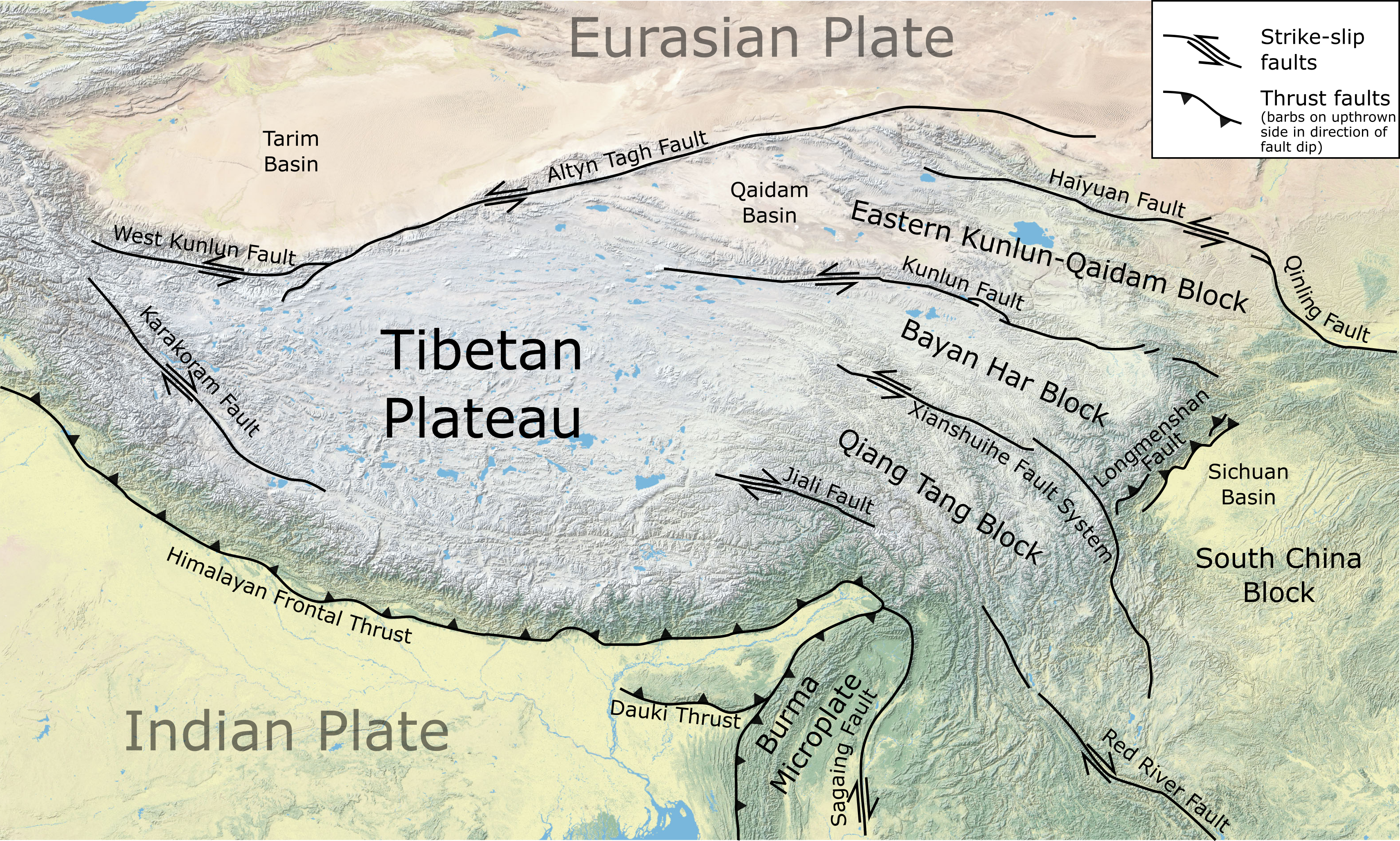
티베트고원과 쓰촨성 인근의 지질학적 주요 단층 등을 그린 지도

중국 쓰촨성은 인도판과 유라시아판이 지속적으로 충돌하며 만들어진 복잡한 단층 지대 위에 있다. 히말라야산맥 아래쪽으로 섭입이 계속되면서 유라시아판의 지각이 변형되고 융기되어 티베트고원이 형성되었다. 티베트고원은 남쪽의 충상단층 대신 주향이동단층형 탈출 지각 구조를 통해 지각 변형력을 받아들인다. 고원을 따라 펼쳐진 알틴타그 단층, 쿤룬 단층, 하이위안 단층, 셴수이허 단층대 등 주요 단층대와 구조를 통해 많은 양의 주향이동을 수용한다. 좌수향 주향이동운동은 티베트고원에 있는 지각괴를 바깥쪽으로 압박해 동쪽으로 움직이게 만든다. 한편 주향이동운동은 고원을 동서로 확장시켜 두꺼워진 지각 내의 정단층을 파괴한다.
대륙 규모로 볼 때, 중앙아시아와 동아시아의 지진은 대체로 인도판이 유라시아판을 향해 북쪽으로 섭입하면서 그 영향으로 발생한다. 두 판의 수렴은 아시아고원의 융기와 융기된 티베트고원이 동쪽으로 이동하는 지각 물질의 움직임으로 일어난다. 지난 20년간 2022년 9월 5일 지진의 진앙지로부터 반경 200 km 내에 규모 M5.0 이상의 지진은 총 25차례 발생했다. 지진 대부분은 쓰촨분지 서쪽 경계에서 발생한 강진과 그 여진이다. 이번 지진은 2013년 4월 20일 사망자 196명이 발생한 규모 M6.6 지진이 일어난 곳 서남쪽에서 발생했다. 2008년 5월 12일 발생한 규모 M7.9 지진은 이번 9월 지진 인근에서 발생했으며 87,000명 이상의 사망자가 발생해 역사상 가장 큰 피해를 준 지진 중 하나로 기록되었다.

## 지진

미국 지질조사국(USGS)이 발표한 루딩 지진의 각 지역별 진도를 그린 지도

이번 지진은 표면파 규모 Ms6.8, 모멘트 규모 Mw6.7로 측정되었다. 미국 지질조사국(USGS)은 지진은 쓰촨 분지 서쪽 경계 지역에서 발생한 얕은 깊이의 주향이동단층에서 발생했다고 분석했다. 지진의 단층면해 분석 결과 북북서-남남동을 주향으로, 서남서 방향 경사의 좌수향 주향이동단층 혹은 서남서-동북동을 주향으로 하고 거의 수직 경사인 우수향 주향이동단층에서 지진이 발생했다. 지진의 진앙과 그 움직임은 약 350 km 길이의 좌수향 셴수이허 단층대 혹은 그 인근의 움직임과 같다. 이 지역에 있는 단층 대부분은 높은 티베트고원에서 천천히 서쪽으로 이동하는 지각괴가 쓰촨 분지와 중국 동남부의 강한 지각에 부딪혀 수렴하면서 만들어졌다.
쓰촨성 지진국 전문가는 지진이 셴수이허 단층대 동남쪽 단층분절인 모시 단층에서 일어난 지진이라고 분석했다. 또한 진원 인근에서 더 큰 지진이 발생할 가능성은 낮지만 여진은 계속 이어지겠다고 말했다. 셴수이허 단층대는 바얀하르 강괴와 쓰촨-운난 강괴 사이 경계를 정의하는 대형 활성 좌수향 주향이동단층이다. 이 단층대에서는 1786년(M7.75), 1816년(M7.5), 1850년(M7.5), 1893년(M7.0), 1904년(M7.0), 1923년(M7.3), 1948년(M7.3), 1955년(M7.5), 1973년(M7.6), 1981년(M6.9), 2014년(M6.3) 등 파괴적인 지진이 자주 발생했다. 1786년 이후 모시 단층에서 규모 M7.0 이상의 지진이 발생한 적은 없다. 이 단층은 캉딩시에서 스몐현까지 남북으로 이어져 있다. 1786년 이후 이 단층에서 지진이 발생하지 않았기 때문에 미래에 큰 지진이 발생할 수 있는 위험한 단층으로 평가되었다.
북북서-남남동 주향의 단층을 따라 45 km 길이로 최대 1.02 m만큼 미끄러지며 단층이 파열되었다. 지진 모멘트의 거의 대부분은 단층 파열 시작 후 처음 10초 이내에 방출되었고 이후 서남쪽으로 전파되었다. 9월 12일까지 최소 2,715건의 여진이 발생했으며 여진의 진원 깊이는 거의 5~15 km 사이이고 북-북서 방향을 잇는 선에서 대부분 발생했다. 10월 22일에는 모시에서 Mw5.3의 여진이 발생했다. 진원은 본진 발생 위치에서 약 5 km 떨어진 곳이다. 10월 22일까지 총 6,486건의 여진이 관측되었다. 다음 해인 2023년 1월 26일에는 본진 진앙에서 약 8 km 떨어진 곳에서 규모 Mw5.5의 지진이 발생했다.
광대역 지진망을 사용한 결과 총 단층파열 지속 시간은 16초로 계산되었으며 그 동안 4.1×1014 J의 에너지가 방출되었다. 이 에너지로 계산한 에너지 규모는 Me6.8이다. Me가 Mw(6.7)보다 크므로 지진이 효율적인 방식으로 지진 에너지를 방출했을 가능성이 높다. 이 때문에 비슷한 모멘트 규모를 가진 지진에 비해 더 큰 흔들림이 발생했을 가능성이 높다.

### 흔들림
하이뤄거우, 모시, 더퉈, 옌쯔거우 4개 마을에서 가속도계를 통한 강진동 데이터를 획득했다. 하이뤄거우, 모시, 더퉈 3개의 가속도계를 통해 지진조기경보를 발령했다. 진앙에서 가장 가까운 하이뤄거우 가속도계는 지진으로 가장 높은 최대 지반 가속도(PGA)를 기록했는데 남북 성분이 최대 0.68 g로 측정되었다. 하이뤄거우, 모시, 더뤄의 PGA 값은 이 지역의 지진 발생시 상정된 한계 가속도를 약간 초과했다. 또한 이번 지진의 최대 지반 속도(PGV)는 모시에서 동서 방향 성분 최대 61 cm/s로 측정되었다. 수직 성분 최대 지반 속도는 44.9 cm/s이다.

## 피해

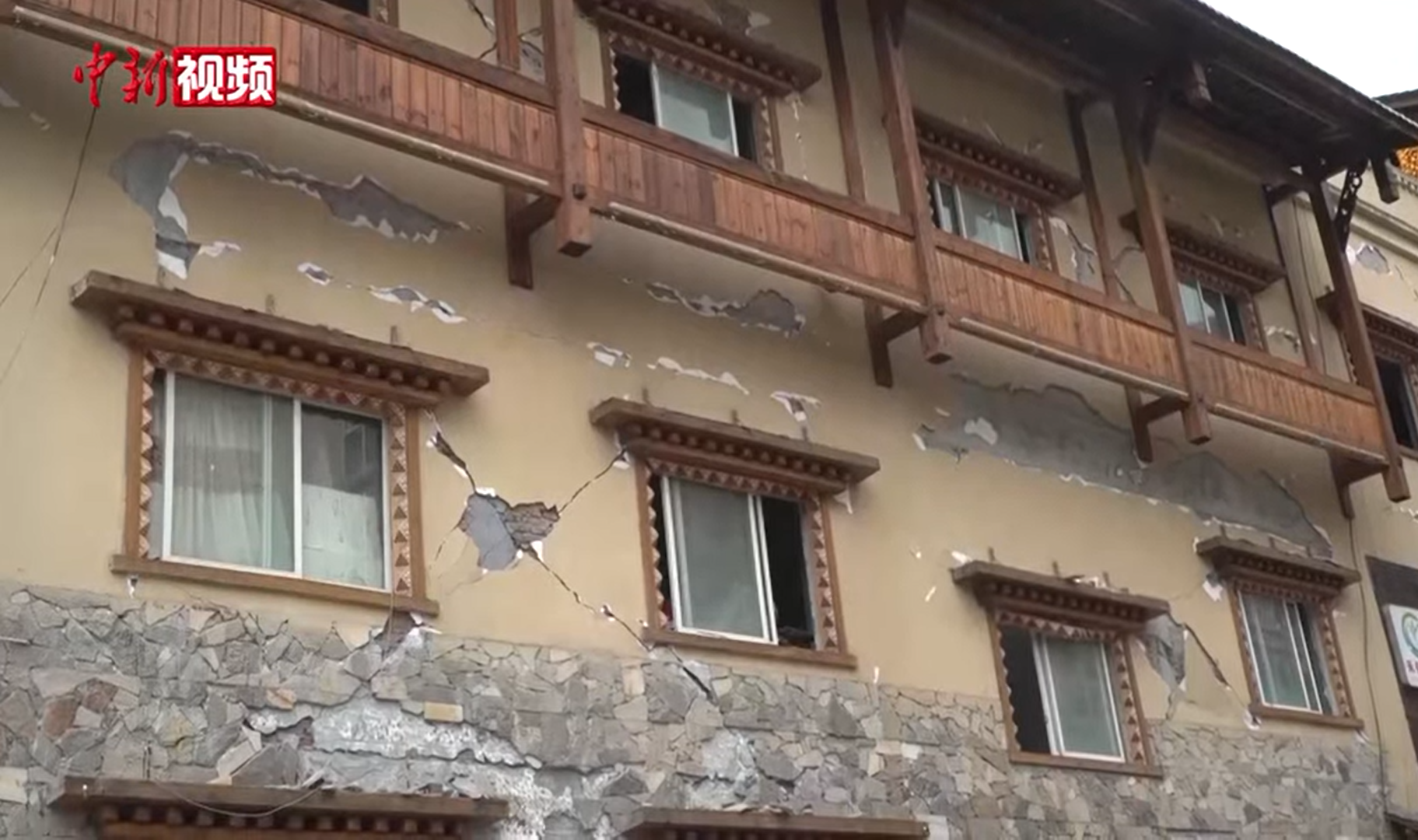
지진으로 주택 벽이 갈라진 모습

쓰촨성은 코로나19 범유행으로 봉쇄 조치가 발효 중인 상황에서 지진이 발생했다. 여기에 쓰촨성은 수력 발전의 깊은 의존에 물과 전력 공급에 큰 영향을 준 폭염 사태와 가뭄이 뒤따라 큰 어려움을 겪었다. 올해 6월에는 쓰촨성에 두 차례 대지진도 발생해 4명이 사망했다.

### 인명 피해
지진으로 최소 93명이 사망했고 424명이 부상을 입었다. 루딩현에서 9명, 스몐현에서 16명 등 총 24명이 실종되었다. 간쯔 티베트족 자치주 관료는 자치주 내에서 55명이 사망, 264명이 부상을 입었다고 보고했다. 하이뤄거우 국립지질공원 공원 직원 3명이 사망했다. 공가산의 연구시설과 고산 생태계 관측시설 일부가 붕괴되어 대학원생 1명이 사망하고 3명이 부상을 입었다. 사상자 대다수는 주택 붕괴로 발생했으며 일부는 도로를 걷다가 산사태에 매몰되었다. 낙석으로 경상을 입은 사람도 있었다. 청두에서는 도시 내 부상자 8명이 쓰촨 대학 화서의학중심에서 치료를 받았다.
스몐현(야안시 지역)에서는 38명이 사망했고 158명이 부상을 입었다. 차오커에서는 6명이 사망, 11명이 부상을 입었으며 왕강핑에서는 24명이 사망했고 27명이 부상을 입었다. 신민에서는 7명이 사망하고 7명이 부상을 입었으며, 신몐에서는 33명이 부상을 입었다. 한위안현에서는 5명이 부상을 입었다. 량산 이족 자치주에서도 1명이 부상을 입었다. 부상자는 병원에 후송되어 치료받았다. 지진 발생 후 17일만에 한 부상자가 주민에게 발견되어 구출되었다.

### 지진 피해

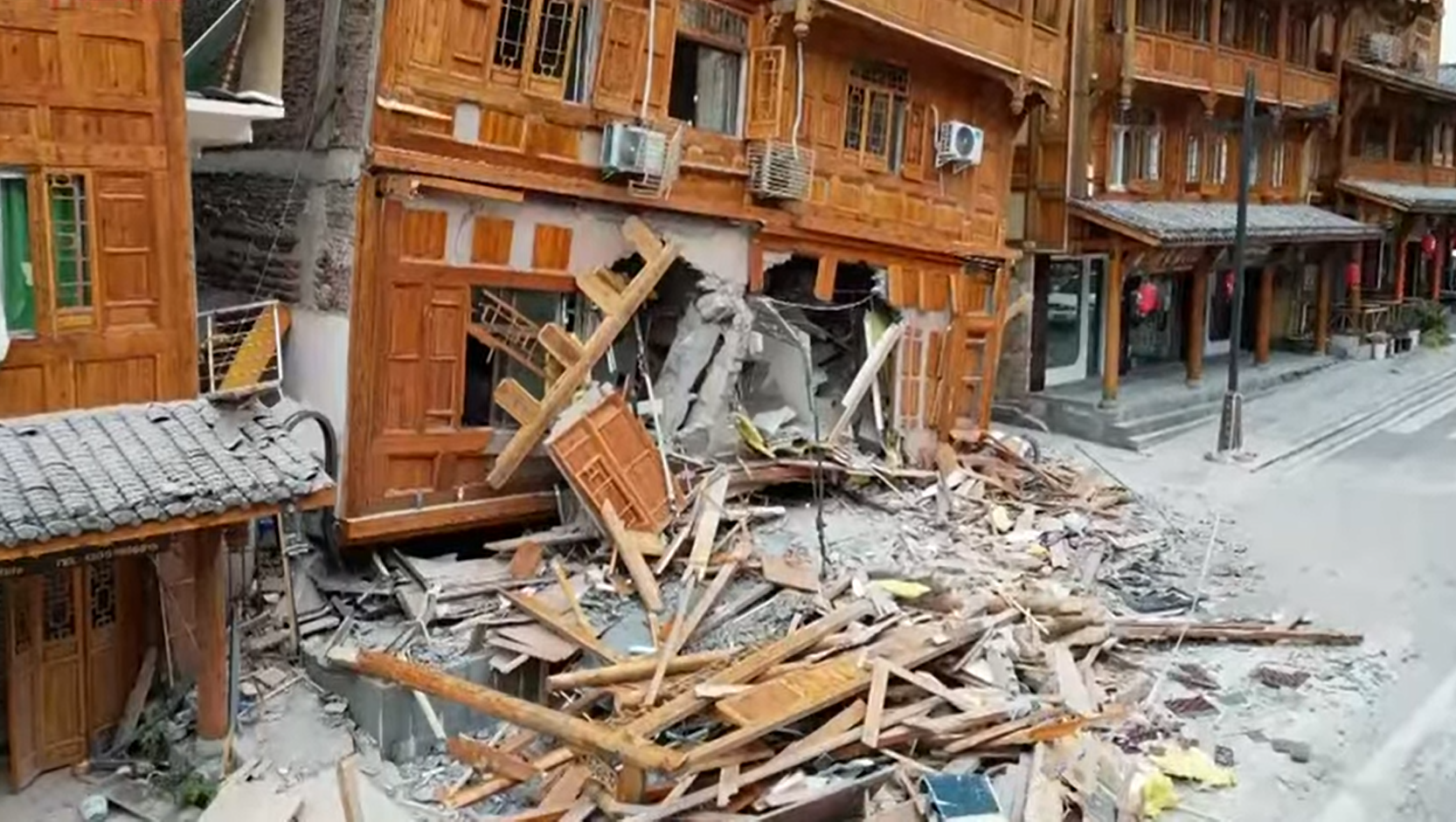
지진으로 루딩현의 한 건물이 붕괴된 모습

피해 예비 평가 결과 주택 243채가 붕괴되었고 그 외 13,010채가 피해를 입었다. 또한 공공 인프라 2곳이 붕괴되었고 142곳이 파손되었다. 지진으로 호텔 4곳도 붕괴되었고 307곳이 추가로 피해를 입었다. 비탈면 붕괴로 도로가 막혔다. 중소규모 수력 발전소 7곳이 큰 피해를 입었다. 상하수도 체계도 큰 피해를 입었다. 많은 도시와 마을이 다양한 범위로 피해를 입었다. 예비 보고에 따르면 모시와 옌쯔거우진 마을에서 통신망이 끊겼다. 더퉈에서는 산사태가 발생해 여러 주택이 큰 피해를 입었다. 렁모안에서는 여러 도로가 피해를 입었다. 도로가 심각하게 손상되어 구조대는 보트를 타고 마을에 도착했다.
위성 사진과 현장 조사 결과 2,000 km2 면적이 넘는 지역에서 지진으로 발생한 산사태 4,528건이 확인되었다. 총 산사태 발생 면적은 28.1 km2에 달한다. 루딩현에서는 쓰촨현도 제211호선 구간이 산사태에 파묻히거나 낙석에 막혔다. 공무원이 동원되어 현도를 다시 개통했다. 댐이나 수력 발전 시설에는 큰 피해가 없었으나 전력선이 피해를 입어 43,158명에게 정전 피해가 발생했다. 55 km 길이의 광케이블과 통신국 289곳이 피해를 입어 35,000가구가 넘는 곳에 통신이 단절되었다. 9개 변전소도 정지되었고 3곳은 손상을 입었다. 최소 57곳의 송전 케이블도 고장났다. 지진으로 하이뤄거우 국립지질공원에 200명이 갇혔다. 다두강과 완둥강의 합류점에 산사태가 발생해 강을 완전히 막아 자연댐을 형성하며 수천명이 고립되었다. 하류에 있던 주민은 긴급히 대피했다. 9월 6일 자연댐이 범람하면서 150~200 m3의 속도로 물이 방출되었다. 12시간 후에는 이 속도가 10~15 m3 규모로 감소했다.
지진으로 발생한 흔들림은 중국 진도 계급(CSIS) 기준 쓰촨성 서북부 산악지대에서 최대진도 IX를 감지했다. 옌쯔거우현 모시진과 루딩현의 더웨이진 280 km2 지역에서 최대진도를 감지했다. 야안현에서는 최대진도 VII를 감지했다. CSIS 진도 VI는 14,696 km2 지역 580,000명이 느꼈다. 진앙에서 수백 km 떨어진 후난성 창사시와 산시성 시안시에서도 지진의 흔들림을 느꼈다. 루딩에서는 지진이 너무 심해서 사람들이 설 수 없을 정도라고 밝혔다.

## 반응

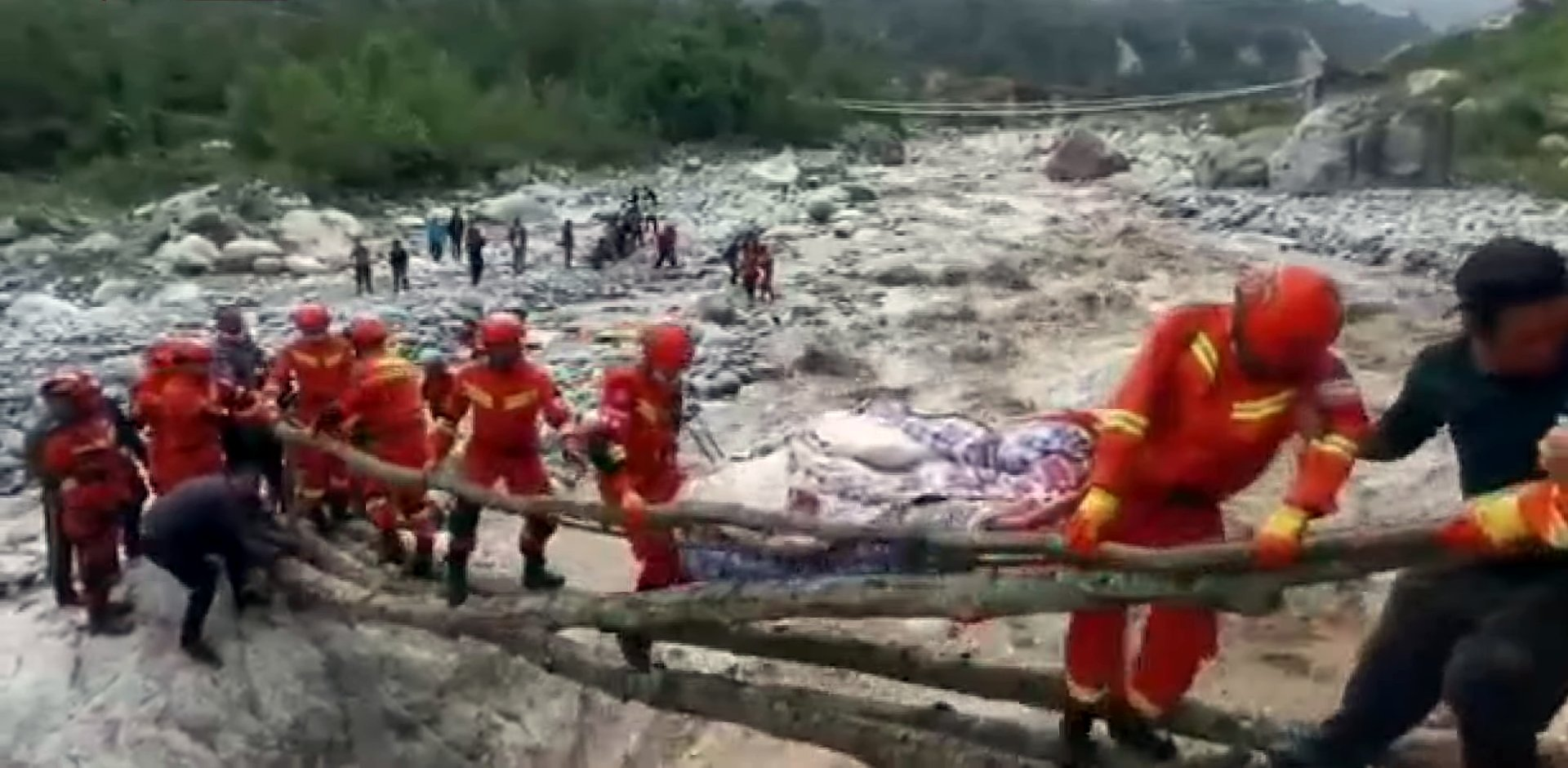
루딩현 모시진에서 부상을 입은 주민을 구조하는 구조대원

본진 발생 4초 후 지진경보체계가 발령되었다. 진앙에서 53 km 떨어진 캉딩시의 경우 지진의 흔들림이 오기 7초 전에 경고를 받았다. 야안시와 청두시의 경우 각각 20초, 50초 전에 경고를 받았다. 지진경보는 확성기, 스마트폰, TV 등을 통해 보내졌다. 중국공산당 중앙위원회 총서기인 시진핑은 현지 관료에게 "인명 구조를 최우선으로 삼고 재난 피해 지역 주민을 구조하며 인명 손실 최소화를 위해 총력을 다해달라"고 말했다. 중화인민공화국의 국무원 총리 리커창은 "신속한 상황평가와 총력적인 구조, 치유 노력"을 해달라고 말했다.

### 긴급 대응
지진 발생 후 루딩현에 긴급관리 공무원이 파견되어 사상자를 파악하고 피해를 평가하기 시작했다. 관료들은 구조용 도로가 막히지 않도록 중국 제318호선의 차량 통행을 통제했다. 또한 중국 철로성도국집단이 운영하는 C6633, D1919, G879 등의 노선이 안전검사를 위해 일시 폐쇄되었다. 운행 취소된 표를 산 고객은 환불 절차를 밟았다.
중화인민공화국 위급관리부와 국가재난경감위원회가 지진 발생 지역에 4단계 대응을 발표했다. 간쯔현, 청두, 더양시, 러산시, 야안시, 메이산시, 쯔양시에 긴급 구조 요원 6,500명이 파견되었다. 또한 소방차 및 건설차량 340대, 헬리콥터 9기, 드론 3기, 구조 장비 31개를 배치했다.
모시진에 파견된 쓰촨성 산불소방대 요원이 잔해에 갇힌 주민을 구조하고 부상자를 강 건너로 이송했다. 부상자 중 최소 50명이 의료진의 치료를 받았다. 응급요원이 잔해 아래에 갇힌 30명 이상을 구조해냈다. 구조 장비는 좁은 통로를 통과할 수 없어 구조대원이 직접 손으로 파해쳐 파묻힌 사람들을 구조했다.
모시진의 붕괴된 한 호텔에서 구조대원이 잔해 속 생존자 3명과 시신 1구를 구조했다. 또한 더퉈에서 무너진 다리 아래 갇혔던 생존자도 발견했다. 하이뤄거우 국립지질공원에서는 50시간 이상 갇혀 있던 219명이 헬리콥터를 통해 전원 모시진 마을로 대피하는 데 성공했다.

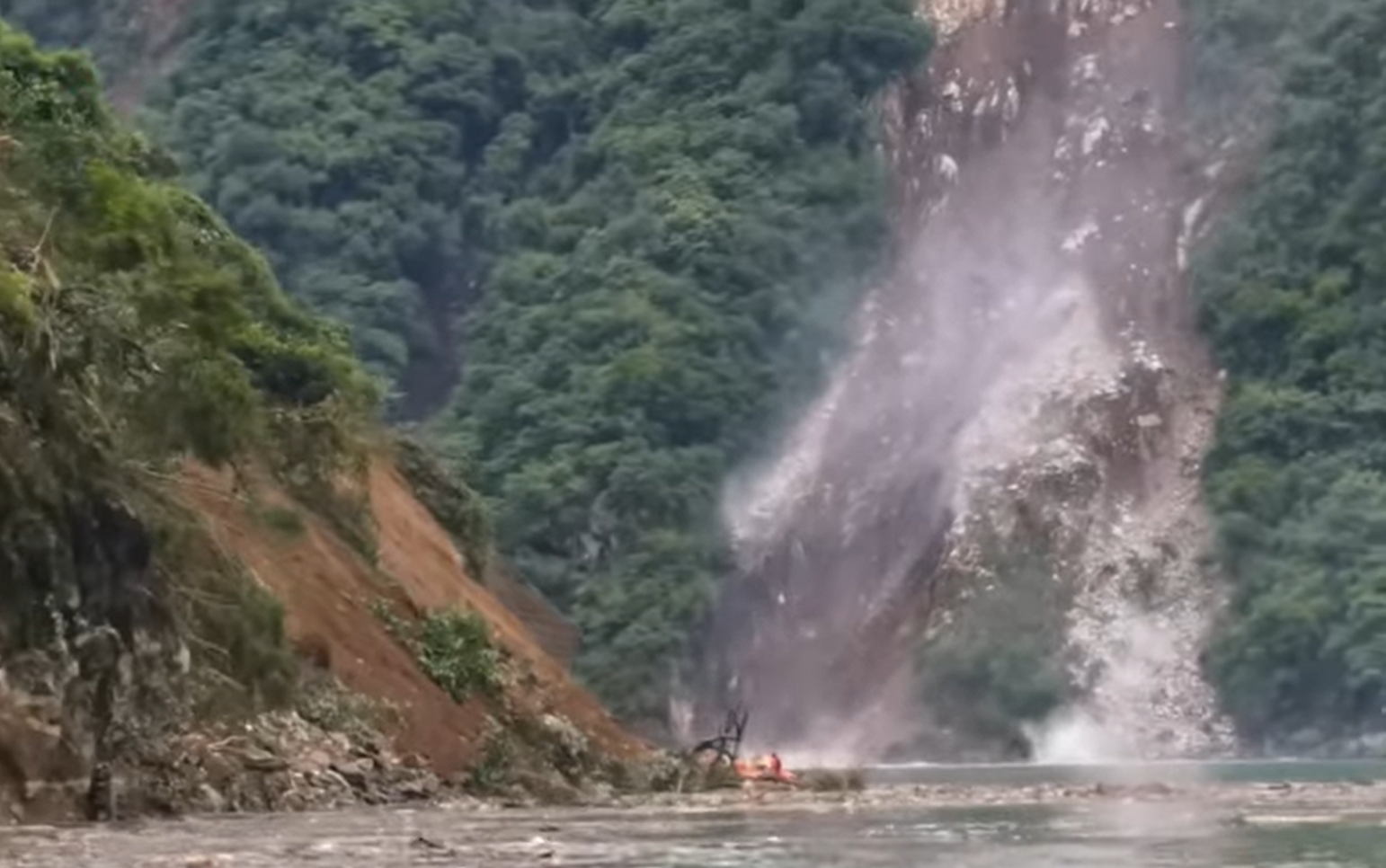
지진으로 발생한 산사태로 토사가 강을 막은 모습

소방관은 고무 보트를 이용해 피해 마을에 도착했다. 쯔야창과 완동 마을에서는 17명이 대피했다. 또한 소방관들이 댐으로 막힌 호수를 관찰해 주민에게 빨리 대피하라고 경고했다. 구조대원은 빠르게 흐르는 강물로 위협받은 모시진 인근 마을인 칭강핑에서 주민 900여명을 대피시켰다. 지방정부는 다른 곳에서 일어난 산사태로 강에 여러 자연댐이 생길 가능성에 대해 우려했다. 관료는 다두강의 피해 정도가 아직 알려지지 않았으나 계속 관찰중이라고 말했다. 나중에 강의 흐름이 다시 터졌으나 영향을 받은 주민들은 미리 대피했다.
습한 기상 조건과 이류가 합쳐지며 구조대의 실종자 수색 작전이 중단되었다. 중국 기상청은 "지질 재해" 가능성이 있다며 황색경보를 발령했다. 일부 지역에서는 폭우가 예보되었으며 대부분 지역은 며칠간 중간 정보의 비가 예보되었다. 정부는 "지진 후 지반은 굉장히 취약하여 추가 강우의 영향으로 산사태와 낙석이 발생할 수 있다"고 덧붙였다. 또한 여진으로 추가 산사태가 발생했다.

### 구호 지원

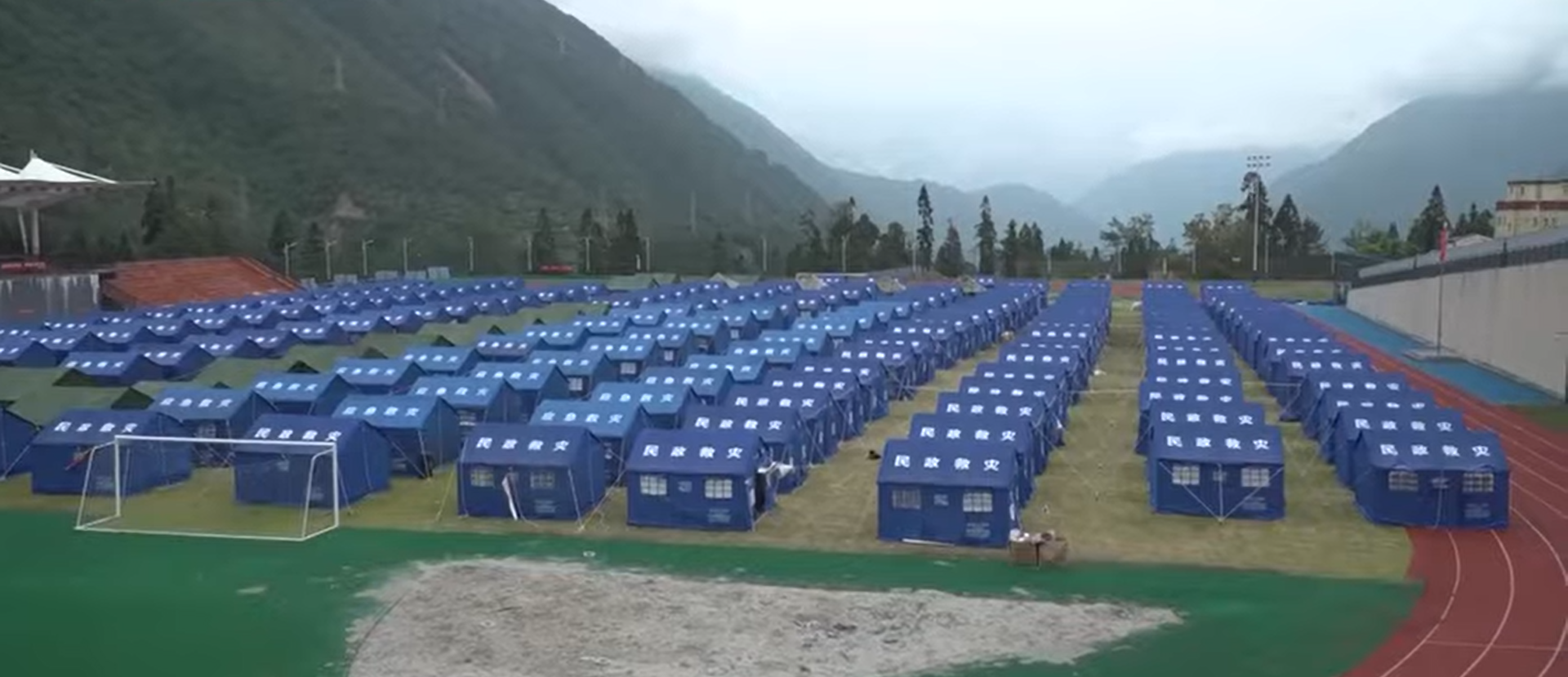
피해 주민을 수용한 임시 대피소의 모습

9월 5일 중국 정부는 구호 활동을 위해 5천만 위안을 긴급 투입했다. 9월 9일에는 추가로 추가로 1억 5천만 위안을 편성했다. 쓰촨성 관료는 간쯔시에 5천만 위안을 편성했다. 중국 홍십자회는 1백만 위안, 텐트 450개, 구호 패키지 3천개, 침대 2,400상, 담요 1,200개를 제공했다. 또한 조직원 150명 이상이 파견되어 인도주의 위기에 대응했다. 국무원국유자산감독관리위원회(SASAC)에 따르면 복구 활동 지원을 위해 65개 기업이 총 11억 6,800만 위안을 기부했다고 밝혔다. 우량예는 1,500만 위안을, 비야디 자동차는 5백만 위안을 기부했다.
충칭시, 간쑤성, 구이저우성, 윈난성, 칭하이성 및 기타 지역에서 3,600명 이상의 인력과 수색 및 구조견 70마리가 성 외 파견 구조 활동을 위해 대기했다. 국가발전개혁위원회 국가물자저비국과 중화인민공화국 응급관리부는 루딩현 주민의 이주를 위해 텐트 3,000개, 이불 10,000개, 침대 10,000상 및 기타 구호 물품을 할당했다. 간쯔와 야안의 주민 5만명 이상이 대피했고, 22,000명 이상은 124곳의 임시 정착지로 이주했다.
진원지 지역으로 가는 도로가 다시 열려 9월 7일부터 교통이 재개되었다. 관료들은 루딩현에 있는 리튬 배터리 공장은 지진의 영향을 받지 않았다고 말했다. 대부분의 상업 및 산업 활동도 재개되었다. 워룽 자연 보호구에 있는 판다 보호구역원장은 쓰촨성 내 4개 판다 보호시설 모두 지진의 피해를 입지 않았다고 말했다. 페트로차이나는 재난 이후에도 구호를 위한 차량 운행 보장을 위해 캉딩과 간쯔 지역 3개 주유소를 직접 운영했다. 이 지역에 석유를 운반하는 데 트럭도 동원했다. 9월 8일까지 간쯔현과 야안현의 약 80%에 해당하는 34,184가구의 전력이 복구되었다. 중국철탑은 398개 이동 통신 시설 중 211개의 전력이 끊겼고 2곳은 서비스가 중단되었다고 밝혔다. 이에 대응해 수리 전문가 138명, 차량 59대, 발전기 116대를 파견했다.
대만 소방서는 구조대원 40명, 수색견, 장비 5톤 가량을 지원 요청에 대비해 준비중이라고 밝혔다. 애플의 CEO 팀 쿡은 금액은 공개하지 않았으나 지진 구호를 위해 기부했다고 밝혔다.

## 코로나19의 영향
지진이 발생했을 때 청두시의 주민들은 집을 빠져나오러 했으나 건물 출구가 잠겨있었다. 중국 정부의 제로 코로나 정책에 따른 엄격한 봉쇄 규칙에 따라 아파트 단지에서는 주민을 실내에 가두기 위해 문을 잠갔다. 겁에 질린 주민들이 아파트 안에 갇혀 있는 영상이 온라인에 유포되면서 네티즌의 분노를 일으켰다. 이에 대응해 청두 보건위원회는 "지진, 화재, 홍수 및 기타 재난 발생 시 국민의 생명을 보호하는 데 우선순위를 두어야 한다"고 말했다.
간쯔현 코로나19 비상지휘부는 피해 지역의 전염병 확산을 막기 위해 위챗을 통해 성명을 발표했다. 성명에서는 구조대원이 24시간 이내에 핵산 검사 음성 판정서와 녹색 건강 카드를 제시해야 한다고 명시했다. 또한 구조대원은 코로나19 확진자가 발생한 도시로 여행하면 안된다고 규정했다. 구조대원은 구조 임무 투입 전에 검문소에서 검사를 받아야 했다. 정부는 피해 지역의 통행을 일시적으로 제한해 일반인의 출입을 금지했다. 구출된 생존자는 매일 정기적으로 코로나19 진단을 받았으며 모바일 앱에 자신의 위치를 기록하여 여행 기록을 공개해야 했다. 또한 해당 지역 거주자는 출입 전 지방정부에 승인 서류를 제시해야 한다.

## 여파

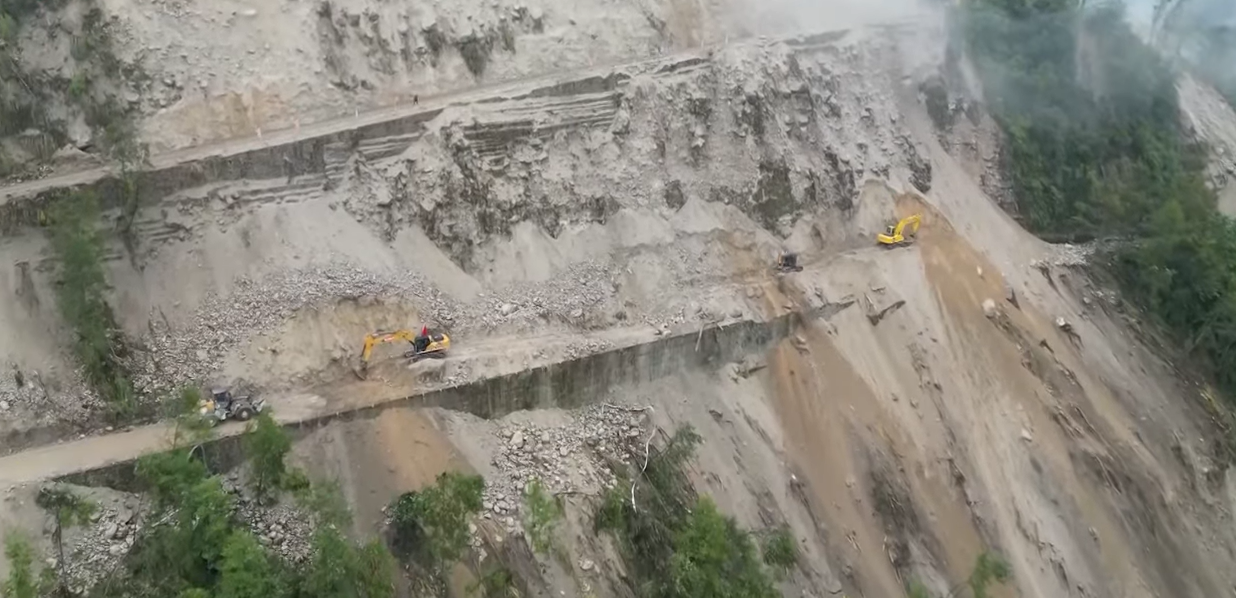
모시진의 한 도로에서 산사태 잔해를 치우는 굴삭기의 모습

9월 12일 12시 52분 쓰촨성에서 지진 희생자를 추도하는 추모식이 열렸다. 추모식 당시 민방위 사이렌과 차량 경적이 울러퍼졌다. 추모식에는 정부 관계자, 중국 인민해방군, 구조대원, 일반인들이 와 희생자를 추모하는 꽃을 올렸다. 왕샤오후이, 황창 등 쓰촨성 성지사와 같은 여러 정치인도 추모식에 참석했다. 이후 생존자를 위한 심리 상담 지원도 이루어졌다.
9월 13일까지 대부분의 전력과 통신 공급이 재개되었다. 또한 쓰촨성 관료는 피해 지역의 비상 수준을 내렸다. 학교로 돌아갈 수 없는 만여명의 학생은 온라인을 통해 수업을 받았다. 모든 수업은 9월 14일 재개되었으며 일부 수업은 교실 밖에서 이루어졌다.
10월 22일 발생한 규모 M5.3의 여진으로 많은 낙석이 발생하고 모시진의 여러 주택이 파괴되었다. 여진 대응을 위해 쓰촨성 산불소방대가 동원되었다.

## 같이 보기
- 2022년 지진
- 중국의 지진 목록